# Calivigny
Calivigny – wieś w Grenadzie, w parafii Saint George. 